# Горелов, Денис Вадимович
Дени́с Вади́мович Горе́лов (род. 18 мая 1967, Москва, СССР) — советский и российский кинокритик, журналист, писатель, телеведущий и публицист. Учился на филологическом факультете Московского педагогического института (1984—1989). Во второй половине 1990-х годов Горелов участвовал в качестве сценариста в создании телевизионной программы «Куклы» и первых двенадцати выпусков проекта «Намедни 1961—2003. Наша эра». С 2014 года является постоянным кино- и телеобозревателем газеты «Комсомольская правда».

## Журналистская деятельность
Денис Горелов начинал работать в газете «Московский комсомолец», где вёл рубрику «Кинокурьер МК». К тому времени он начинал привыкать к большим тиражам, однако сама газета ничего не требовала от критика кроме отчаянной лихости, претендовавшей на большее.
Дальнейшие вехи журналистской биографии Дениса Горелова были связаны с работой в газетах «Сегодня» (кинообозреватель, редактор отдела «Общество»), «Русский телеграф», «Известия» (обозреватель), журналах «Столица» (корреспондент), «Огонёк». Некоторые свои публикации он подписывал псевдонимами «Терентий Глумов» и «Жак-Ив Кустодиев».
Критик Дмитрий Савельев отметил, что фильмы почти всегда становятся поводом высказываний Горелова о житье-бытье, приведя в пример его рубрику «Первый ряд» («Известия»). В этой рубрике культовые картины прошедших десятилетий «вытаскивались за ушко» с целью вытягивания из них жилы породившего их времени:
Его тексты — эссенция, и он из принципа не желает превращать её в удобоваримый раствор. В мире этих текстов нет места полутонам, гореловское слово монологично и сомнений в своей правоте не ведает, поэтому если Д. Г. [Денис Горелов] промахивается — так промахивается, в «молоко». Зато если попадает, а чаще именно так и бывает, то его точность убийственна. Слабых, неряшливых текстов у него нет. Лучшие можно исполнять с эстрады.— Дмитрий Савельев

## Литературная деятельность

### «Родина слоников»
В июле 2018 года в издательстве «Fluid FreeFly» вышел сборник эссе Дениса Горелова «Родина слоников». В этом сборнике рассказывалась история народов и культуры Советского Союза через призму кино. По словам Горелова, сборники американского историка кино Дугласа Брода «Голливуд 50-х», «Голливуд 60-х» и «Голливуд 80-х» оказали влияние на модель «Родины…».
Книга была включена в лонг-лист премии «Просветитель» и шорт-лист премии «НОС». Киновед Асса Новикова в журнале «Сеанс» писала, что тексты Горелова представляют собой «как немного уходящую натуру, так и пример отличной русской прозы». Определяя жанр книги как «путеводитель», Новикова также отметила, что «Родина слоников» в лучшие свои моменты похожа на «Культуру два» (2016) Владимира Паперного и на «60-е. Мир советского человека» (1988) Петра Вайля и Александра Гениса.
Литературный критик Константин Мильчин («Горький») отметил, что Денис Горелов, вписывая культовые и малоизвестные советские фильмы в исторический контекст, делает это «необычно, остроумно и местами возмутительно». Евгения Лисицына утверждает, что название книги «Родина слоников» отсылает к её общей концепции от обратного:
Фраза «Россия — родина слонов» кажется правдой только самым отъявленным конспирологам в шапочках из фольги, поэтому она и попала в анекдоты. А вот утверждение, что Советская Россия стала родиной прекрасного кинематографа, никаких сомнений не вызывает.— Евгения Лисицына

### «Державю. Россия в очерках и кинорецензиях»
В октябре 2021 года в издательстве «Городец» выходит книга Дениса Горелова «Державю. Россия в очерках и кинорецензиях». Она представляет собой рассказ об истории России и эволюции мифов о ней через призму классического и современного кино. Писатель и литературный критик Александр Етоев («Литературная газета»), оценивая книгу, отметил, что у Дениса Горелова «на коротком, намеренно сжатом пространстве околокинематографических текстов» видно авторское лицо — «разное, меняющее оттенки и всегда придирчивое по делу».

## Работа на телевидении
Во второй половине 1990-х годов Денис Горелов расширил сферу творческой деятельности. В качестве сценариста он принимал участие в создании телевизионной программы «Куклы» (1994—2002) и первых двенадцати выпусков проекта «Намедни 1961—2003. Наша эра» (1997—2003). С 2023 года возглавляет подкаст «Гори огнём!» в рамках шоу «Подкаст.Лаб» на «Первом канале».